# Robert Austrian
Robert Austrian (Baltimore, 12 avril 1916 – Philadelphie, 25 mars 2007) est un médecin américain spécialisé dans les maladies infectieuses.

## Éducation
Austrian obtient son doctorat en médecine à l'Université Johns-Hopkins et effectue ses études post-doctorales en maladies infectieuses à Johns-Hopkins et à l'Université de New York. Il fonde ensuite la division des maladies infectieuses et le programme de bourses à la faculté de médecine de l'Université de Pennsylvanie et occupe la chaire Robert Herr Musser de 1962 à 1986. Il poursuit ses recherches au Kings County Hospital et à la SUNY Downstate Health Sciences University.

## Carrière
Lorsque les antibiotiques commencent à être utilisés pour soigner les infections pneumococciques dans les années 1950 et 1960, le développement de nouveaux vaccins antipneumococciques est abandonné. Il choisit de se concentrer sur la prévention plutôt que sur le traitement antibiotique de cette maladie débilitante. Les études de surveillance qu’il mènent révèlent que malgré le traitement antibiotique, il y a encore, dans les années 1960, près de la moitié des décès dus à la pneumonie aux États-Unis par rapport au début du siècle. Il établit que les personnes de plus de 50 ans et celles atteintes de maladies chroniques invalidantes constituent le groupe le plus à risque. Il établit une base de connaissances considérable sur la biologie des pneumocoques, analysant 83 types connus de pneumocoques et détermine que 14 types sont responsables de 80 % des infections pneumococciques invasives chez l’homme et que les enveloppes extérieures ou capsules de ces organismes devraient être incluses dans un vaccin efficace. Austrian conçoit ensuite un vaccin polysaccharidique multivalent et joue un rôle majeur dans les essais cliniques qui aboutissent à son homologation.
Il fait la conférence plénière Maxwell Finland lors de la session annuelle de l'Infectious Diseases Society of America en 1974, intitulée « Random gleanings from a life with the pneumococcus » et reçoit le Prix Albert-Lasker pour la recherche médicale clinique en 1978, décerné pour le développement et la démonstration claire de l'efficacité d'un vaccin purifié de polysaccharides capsulaires dans la prévention des maladies pneumococciques. 
Robert Austrian est également à l'origine de l'éponyme médical « syndrome austrian » qui décrit le syndrome clinique de méningite pneumococcique, de pneumonie et d'endocardite, d'après son article de 1957 dans Archives of Internal Medicine.